# Канаш (Моргаушский район)
Кана́ш (чув. Канаш выççăлки) — выселок в Моргаушском районе Чувашской Республики. Входит в состав Юнгинского сельского поселения.

## География
Находится в северо-западной части Чувашии, на расстоянии приблизительно 15 км на северо-запад по прямой от районного центра села Моргауши.

## История
Известен с 1926 года, когда здесь было учтено 20 дворов и 92 жителя. В 1939 году отмечен был 141 житель, в 1979 — 112. В 2002 году было 35 дворов, в 2010 — 28 домохозяйств. В 1930 году был образован колхоз «Маркс», в 2010 действовало ООО «ВаСин».

## Население
Постоянное население составляло 95 человек (чуваши 93 %) в 2002 году, 74 — в 2010.